# Skoatl Point
Skoatl Point är en bergstopp i Kanada.   Den ligger i provinsen British Columbia, i den södra delen av landet, 3 300 km väster om huvudstaden Ottawa. Toppen på Skoatl Point är 1 640 meter över havet, eller 164 meter över den omgivande terrängen. Bredden vid basen är 7,6 km.
Terrängen runt Skoatl Point är kuperad åt nordost, men åt sydväst är den platt. Trakten runt Skoatl Point är nära nog obefolkad, med mindre än två invånare per kvadratkilometer.. Det finns inga samhällen i närheten. 
I omgivningarna runt Skoatl Point växer i huvudsak barrskog.